# Abetarda-indiana
Abetarda-indiana  (Ardeotis nigriceps) é uma espécie de ave da família Otididae.

## Distribuição geográfica e habitat
Historicamente estava distribuída na Índia e Paquistão mas atualmente está restrita à pequenas áreas. A espécie foi extirpada de 90% da distribuição histórica, sendo confinada principalmente ao Rajastão (c.175 birds), com pequenas populações (menor que 30 aves) em Gujarate, Maharashtra, Andhra Pradesh e Karnataka, e menor que 5 indivíduos em Madhya Pradesh.